# Mxmtoon
엠엑스엠툰(mxmtoon, 2000년 7월 9일 ~ )은 미국의 싱어송라이터, 유튜버이며, 마이아(Maia Xiao-En Moredock-Ting)로도 알려져있다. 부모님댁 게스트룸에서 녹음한 데뷔 EP plum blossom 이 1억 이상 스트리밍을 기록하며 이름을 알리기 시작했다. 2019년 9월, 데뷔 음반 the masquerade를 발매했다.

## 음반 목록

### 정규 음반
- the masquerade (2019)
- dawn (2020)
- dusk (2020)
- dawn & dusk (2020)
- rising (2022)
- plum blossom (revisited) (2023)

### EP
- plum blossom (2018)
- plum blossom (the edits) (2019)
- the masquerade (the edits) (2019)
- dawn (the edits) (2020)
- true colors (from Life is Strange) (2021)
- coming of age (2022)